# Sidney W. Pink
Sidney W. Pink (* 6. März 1916 in Pittsburgh, Pennsylvania; † 12. Oktober 2002 in Pompano Beach, Florida) war ein US-amerikanischer unabhängiger Filmproduzent und gelegentlicher Filmregisseur und Drehbuchautor.

## Leben
Pink hatte schon familiär mit Kino zu tun; seine Familie besaß ein Kino. Seit Highschool-Zeiten war sein Wunsch, Filmproduzent zu werden, den er sich nach dem Abschluss in Business Administration an der University of Pittsburgh ab 1952 mit der Finanzierung von Bwana devil, dem ersten 3D-Film mit weltweitem Vertrieb, erfüllte. Zu Beginn der 1960er Jahre ging er nach Europa, wo er zunächst 1961 in Dänemark den von ihm geschriebenen Reptilicus mit inszenierte. Mitte des Jahrzehntes war er wieder in New York City, wo er Madigan's millions mit dem von ihm entdeckten Dustin Hoffman produzierte, der erst drei Jahre nach seiner Drehzeit, 1969, in die Kinos kam, und in dem er mit spanischen und italienischen Produktionsteams zusammenarbeitete, was er in den Folgejahren intensivierte. So entstanden bis 1970 eine Reihe von Genrefilmen, darunter auch etliche Western. In den 1970er Jahren zog er sich (bis auf eine Ausnahme) von der Produktionsarbeit zurück und kümmerte sich um eine ihm gehörende Kinokette in Puerto Rico und Florida, wo er seit 1974 wieder lebte.
Pinks Autobiografie „So You Want to Make Movies: My Life as an Independent Film Producer“ erschien 1989 (Pineapple Press, ISBN 0910923779).

## Filmografie
- 1959: Weltraumschiff MR-1 gibt keine Antwort (The angry red planet)
- 1961: Reptilicus (Ko-Regie)
- 1962: Journey to the Seventh Planet
- 1965: Dos mil Dolares por Coyote
- 1965: Finger on the Trigger
- 1966: Frauen, die durch die Hölle gehen (Las siete magníficas)
- 1966: Die Hexe ohne Besen (Una bruja sin escoba)
- 1966: Joe Navidad
- 1967: Bang Bang Kid (Bang Bang Kid)
- 1967: Die Rache des Pancho Villa (Los 7 de Pancho Villa)